# Athetis flavipleta
Athetis flavipleta là một loài bướm đêm trong họ Noctuidae.